# Mike Clark (muzikant)
Michael Edward Clark is een Amerikaanse rockgitarist, -drummer en toetsenist uit Portland (Oregon).

## Biografie
Clark heeft opgetreden met een aantal bands in de omgeving van Portland. Tijdens de late jaren 1990 en vroege jaren 2000 (decennium) speelde hij drums met de Surf Maggots, gitaar met de Underpants Machine en de No-No's en keyboards met de Marrons. Sinds 2001 heeft hij opnamen gemaakt en uitgebreid getoerd met Stephen Malkmus and the Jicks. Hij is momenteel de toerende bassist van The Corin Tucker Band en is te zien in hun video voor Riley.
Clark stond in het juli 1991 nummer van Sassy magazine als de "Sassiest Boy in America", een titel die voorheen in handen was van Ian Svenonius.
In 2005 openden Clark en zijn vrouw Robin Sagittarius, een eclectische en goedkope eetgelegenheid in de wijk Overlook in Portland, Oregon.

## Discografie
- 1995: The Surf Maggots – Are You There, God? It's Me, Maggot (Candy Ass Records)
- 1999: The No-No's – Secret Luminaries (Chromosome)
- 2000: The No-No's – Tinnitus (Animal World)
- 2002: The No-No's – Let Your Shadow Out (Animal World)
- 2002: The Maroons – You're Gonna Ruin Everything (In Music We Trust)
- 2003: Stephen Malkmus and the Jicks – Pig Lib (Matador Records)
- 2005: Stephen Malkmus and the Jicks – Face the Truth (Matador Records)
- 2008: Stephen Malkmus and the Jicks – Real Emotional Trash (Matador Records)
- 2011: Stephen Malkmus and the Jicks – Mirror Traffic (Matador Records)
- 2014: Stephen Malkmus and the Jicks - Wig Out at Jagbags (Matador Records)